# Mithridates V. (Parthien)
Mithridates V. (parthisch 𐭌𐭄𐭓𐭃𐭕 Mihrdāt; griechisch Μιθριδάτης Δ’ της Παρθίας; persisch مهرداد Mit'radāta) war ein parthischer König, der fast nur von Münzen bekannt ist und wohl im Osten des Reiches regierte. Seine Münzen datieren von 128 bis 147. Auf einer Inschrift auf einer Statue wird er als Vater des Vologaeses IV. bezeichnet, der auch sein Nachfolger war.